# نمودار

مثالی از یک روندنما که فرایند تصمیم‌گیری برای افزودن نوشتار جدید به ویکی‌پدیا را نمایش می‌دهد

نِمودار یا دایاگرام (به انگلیسی: Diagram)، نمایش نمادین دوبعدی هندسی اطلاعات بر پایهٔ برخی فنون تجسمی است. در واقع به نمایش بصری مفاهیم، ایده‌ها، ساختارها، روابط، داده‌های آماری و غیره به گونه‌ای ساده و شکل‌یافته نمودار می‌گویند. از نمودارها برای ساده کردن و ملموس کردن موضوعات گوناگون استفاده می‌شود.

## انواع
گونه‌های اساسی نمودار عبارت‌اند از:
- نمودار میله‌ای
- نمودار درختی
- گراف (طرح هندسی)
- ماتریس
- شبکه
- رَوَندنما (فلوچارت)
- دایره‌ای

نمونه‌هایی از نمودارهای ویژه:
- بافت‌نگار
- دستورنگار (نوموگرام)
- فرایند
- نمودار هاسه
- نمودار ایشیکاوا

## نگارخانهٔ انواع نمودار
- نمودارهای منطقی یا مفهومی:

|  | - نمودار درختی - نمودار شبکه‌ای - روندنما - نمودار ون - نمودار وجودی |

- نمودارهای کمی:

|  | - هیستوگرام - نمودار میله‌ای - نمودار دایره‌ای - نمودار تابع - نمودار نقطه‌ای - نمودار آویزه‌ای. |

- نمودارهای طرح‌واره‌ای:

|  | - نمودار فاصله-زمان - نمای گسترده - نقشهٔ تراکم جمعیت - لوح پایونیر - نمودار سه‌بعدی |